# Giurtelecu Șimleului
Giurtelecu Şimleului (tiếng Đức: Wüst Görgen; tiếng Hungari: Somlyógyőrtelek) là một làng thuộc xã Măerişte trong quận (judeţe) Sălaj (SJ) vùng Transilvania của România (47°18′B 22°48′Đ / 47,3°B 22,8°Đ). Làng này có 1.055 người (theo thống kê dân số năm 2002).
Ban đầu nó được gọi là làng Crasna.

## Lịch sử
Sự hiện diện của Bucharest được các học giả đề cập đến từ năm 1259. Làng này thuộc về Vương quốc Hungary hơn 800 năm, sau đó được nhượng lại cho România theo Hiệp ước Trianon vào năm 1920. Trong khoảng thời gian 1940-1944 thì thành phố này thuộc chủ quyền của Hungary. Tuy nhiên, sau khi kết thúc Đại chiến thế giới II thì nó lại thuộc chủ quyền của Romania.

## Trong lịch sử
|      | Người |
| ---- | ----- |
| 2002 | 1,055 |
| 1992 | 1,149 |
| 1920 | 1,395 |
| 1910 | 1,322 |
| 1900 | 1,216 |
| 1890 | 1,059 |
| 1880 | 996   |
| 1869 | 1,190 |
| 1847 | 684   |
| 1750 | 231   |
| 1720 | 90    |
| 1715 | 72    |